# Verdens lykkeligste band - Live 99
Albummet Verdens lykkeligste band – Live 99 blev optaget ved en koncert med Tv·2 i Tivoli i 1999, og indeholder to CD'er. Albummet blev solgt i 70.000 eksemplarer

## Indhold

### CD 1
1. Ring til mig
2. Sådan er det bare
3. Det er samfundets skyld
4. Kærligheden overvinder alt
5. Verdens lykkeligste mand
6. Jeg vil ha' dig
7. Nærmest lykkelig
8. Ræven og rønnebærrene
9. Vil du danse med mig
10. Yndlingsbabe
11. Der går min klasselærer
12. Rejsen til Rio
13. Respekt
14. Mean Blues
15. Mad og retfærdighed vs. 2

### CD 2
1. Kys bruden
2. Line Jørgensen, Voldum
3. På Skanderborg station
4. Turbo
5. Stormfulde højder
6. Sommer i Danmark
7. Kom lad os brokke os
8. På fredag har jeg fri
9. Alt hvad hun ville var at danse
10. Be babalula
11. Den dag den sommer
12. Aldrig, gentar aldrig
13. Bag duggede ruder
14. Der trænger til at blive skovlet noget sne
15. Kys det nu

Nummeret "Mad og retfærdighed vs. 2" stammer i modsætning til resten af numrene ikke fra live-koncerten, men er en alternativ studieindspilning af nummeret, der tidligere er udgivet på albummet Verdens lykkeligste mand, heraf navnet "version 2".